# Villenauxe-la-Grande
Villenauxe-la-Grande ist eine französische Gemeinde mit 2604 Einwohnern (Stand 1. Januar 2022) im Département Aube in der Region Grand Est. Sie gehört zum Arrondissement Nogent-sur-Seine und zum Kanton Nogent-sur-Seine.

## Geographie
Die Gemeinde liegt ungefähr auf halbem Weg zwischen Troyes und Paris, an der Grenze zu den benachbarten Départements Marne und Seine-et-Marne, rund fünf Kilometer nördlich der Seine. Der Ort selbst liegt am Ufer des Flusses Noxe. Nachbargemeinden sind:
- Nesle-la-Reposte im Norden (Dép. Marne),
- Montgenost im Nordosten (Dép. Marne),
- Plessis-Barbuise im Südosten,
- Barbuise im Süden,
- Montpothier im Südwesten und
- Louan-Villegruis-Fontaine im Nordwesten (Dép. Seine-et-Marne).

## Bevölkerungsentwicklung
| Jahr                       | 1962 | 1968 | 1975 | 1982 | 1990 | 1999 | 2006 | 2017 | 2021 |
| Einwohner                  | 1925 | 2017 | 1852 | 1818 | 2135 | 2666 | 2760 | 2721 | 2645 |
| Quellen: Cassini und INSEE |      |      |      |      |      |      |      |      |      |

## Gemeindepartnerschaft
- Flonheim in Rheinhessen, Deutschland